# Tom of Finland
Tom of Finland, rodným jménem Touko Valio Laaksonen (8. května 1920 Kaarina – 7. listopadu 1991 Helsinky) byl finský malíř, který se proslavil pornografickými kresbami s gay, BDSM a fetišistickou tematikou. Kulturní historik Joseph W. Slade ho nazval „nejvlivnějším tvůrcem gay pornografie v historii“. Vytvořil přes 3500 pornografických kreseb, pro něž jsou typičtí svalnatí muži s naddimenzovanými sekundárními pohlavními znaky, často ve vysokých botách, těsných džínách, kůži či v uniformách, někdy i nacistických.

## Kulturní odkaz
V roce 2017 byl uveden stejnojmenný hraný film Tom of Finland v režii Dome Karukoskiho, který vznikl v produkci Finska, Dánska, Norska, Německa a USA. Byl uveden na Mezinárodním festivalu v Karlových Varech, do kin jej uvedla Asociace českých filmových klubů.